# جورج إيشيرش
جورج إيشيرش (بالألمانية: Georg Escherich) (و. 1870 – 1941 م) هو سياسي، وكاتب، وحراجي ألماني، ولد في شفاندورف، كان عضوًا في حزب الشعب البافاري، توفي في ميونخ، عن عمر يناهز 71 عاماً.

## التعليم
تعلم في جامعة لودفيغ ماكسيميليان في ميونخ
.

## جوائز
حصل على جوائز منها:

ترتيب النسر الأحمر